# 中国人民政治协商会议南京市委员会
中国人民政治协商会议南京市委员会（简称政协南京市委员会或南京市政协），是中国人民政治协商会议在江苏省南京市的地方组织，其主要职能是政治协商、民主监督、参政议政。

## 沿革
根据《中国人民政治协商会议共同纲领》，1949年9月5日，南京市第一届各界人民代表会议召开。12月12日，南京市第一届各界人民代表会议第二次会议选举产生南京市各界人民代表会议协商委员会（简称市协商委员会），作为闭会期间的常设协议机构。1955年6月6日至10日，中国人民政治协商会议南京市第一届委员会第一次会议召开，标志着中国人民政治协商会议南京市委员会正式成立，由24个界别140名委员组成。文化大革命开始以后，市政协被迫停止工作。1977年8月，市政协恢复活动。

## 机构设置

### 办公厅
- 秘书处
- 理论研究处
- 宣传处
- 信息处
- 人事处
- 行政处
- 接待处
- 老干部处
- 机关党委

### 专门委员会
- 提案委员会
- 委员工作委员会
- 经济科技委员会
- 农业和农村委员会
- 人口资源环境（城市建设）委员会
- 教育卫生体育（文化文史）委员会
- 社会法制（民族宗教）委员会
- 港澳台侨和外事委员会

### 事业单位
- 南京市政协委员活动服务中心

## 历届委员会

### 第一届
- 任期：1955年6月6日－1958年12月23日
- 主席：许家屯
- 副主席：何冰皓、李方训、高觉敷、蔡惟庚、王昭铨、李世军（1956年5月增选）、徐美峰（1956年5月增选）
- 秘书长：王昭铨

### 第二届
- 任期：1958年12月24日－1961年4月12日
- 主席：彭冲
- 副主席：何冰皓、王昭铨、范存忠、胡小石、徐美峰
- 秘书长：王蕴石

### 第三届
- 任期：1961年4月13日－1963年12月23日
- 主席：陈扬
- 副主席：刘中、王昭铨、范存忠、胡小石、徐美峰、廖运昇（1962年7月增选）、史钟奇（1962年7月增选）
- 秘书长：王蕴石

### 第四届
- 任期：1963年12月24日－1965年11月23日
- 主席：彭冲
- 副主席：刘中、王昭铨、范存忠、徐美峰、廖运昇、史钟奇
- 秘书长：王蕴石

### 第五届
- 任期：1965年11月24日－1980年7月7日
- 主席：彭冲
- 副主席：刘中、江靖宇、王昭铨、范存忠、徐美峰、廖运昇、史钟奇
- 秘书长：梁尚人

### 第六届
- 任期：1980年7月8日－1983年4月3日
- 主席：刘峰（－1980年12月） → 周爱民
- 副主席：周爱民（－1980年12月）、徐美峰、陈慎言、史钟奇、梁尚人、林若冰、徐莲娇、林徵、骆骥、王晏清、章师明（1982年3月离职）、雷震清、夏冰流、司洛路、林散之、蔡惟庚、范存忠（1980年12月增选）、张文心（1982年3月增选）
- 秘书长：马卓然

### 第七届
- 任期：1983年4月4日－1988年1月2日
- 主席：章臣恒
- 副主席：周伯藩、朱启銮（1986年3月辞任）、徐美峰、林徵（1986年3月辞任）、邓健中、范存忠、冯敬之（1986年3月辞任）、蔡惟庚、史钟奇（1986年2月离职）、夏瑛、曾人宗、张文心、史复亭（1986年3月增选）、方明（1986年11月任职）
- 秘书长：姜显贵

### 第八届
- 任期：1988年1月3日－1993年3月9日
- 主席：方明
- 副主席：史复亭、高俊星、徐英锐、邓健中、夏瑛、曾人宗、麦保曾、汪皓、沈道齐、邵永昌（1992年2月增选）、伍开友（1992年2月增选）
- 秘书长：吉忠坤 → 胡焕奇

### 第九届
- 任期：1993年3月10日－1998年1月13日
- 主席：潘寒操
- 副主席：伍开友、史复亭（－1996年1月）、沈道齐、邵永昌、王励前、翁品光、王振华、于基汾、蔡海金、姚国瑞、张伯兴（1994年增选）、庄一鹏（1994年增选）
- 秘书长：胡焕奇 → 龚惠庭

### 第十届
- 任期：1998年1月14日－2003年1月15日
- 主席：张晔
- 副主席：诸吉炤、王励前、王振华、于基汾、张伯兴、庄一鹏、穆西南、孙南雄、徐纪根（2000年增选）
- 秘书长：龚惠庭 → 陈五一

### 第十一届
- 任期：2003年1月15日－2008年1月13日
- 主席：汪正生
- 副主席：张伯兴（2006年1月辞任）、于基汾、穆西南、孙南雄、徐纪根、吕庆继、钱继红、陈圻、朱晓进、严以新、俞明（2006年1月增选）、殷云飞（2006年1月增选）、蒋裕德（2006年1月增选）
- 秘书长：陈五一

### 第十二届
- 任期：2008年1月14日－2013年1月9日
- 主席：缪合林
- 副主席：钱继红（2011年1月增选）、徐立新、刘建、孙文德（2012年1月增选）、朱晓进、俞明、殷云飞、王建华、邹建平、鲍永安（2011年1月增选）、胡勤刚（2011年1月增选）、陈礼勤（2012年1月增选）
- 秘书长：陈五一

### 第十三届
- 任期：2013年1月10日－2018年1月23日
- 主席：沈健
- 副主席：徐金万（2015年1月增选[2]）、刘建（2015年12月30日辞任）、殷云飞、王建华、邹建平、鲍永安（2016年1月14日辞任[3]）、胡勤刚、陆平贵、陈华、吴卫国（2016年1月20日增选[4]）
- 秘书长：胡迎春 → 彭振宁（2015年1月当选）

### 第十四届
- 任期：2018年1月24日－2023年1月11日
- 主席：刘以安（－2022年4月9日） → 王立平（2022年4月9日当选）
- 副主席：胡勤刚、李奇、吴卫国、黄河、陈发喜（2021年1月辞任）、朱晓琳、杨平、王汝成、范群（2021年1月13日增选）
- 秘书长：彭振宁

### 第十五届
- 任期：2023年1月12日－
- 主席：王立平
- 副主席：吴卫国、李奇、杨平、黄利民、程永波、金卫东、黄辉、傅阳
- 秘书长：金卫东